# Monarchie belge

Emblème du roi.

La monarchie belge (en néerlandais : belgische monarchie; en allemand : belgische Monarchie) est le système de gouvernement en vigueur en Belgique, dans lequel un monarque héréditaire est le souverain de la Belgique, nommé « roi des Belges ». Il est à l'origine des pouvoirs exécutif, judiciaire et législatif.

## Débuts

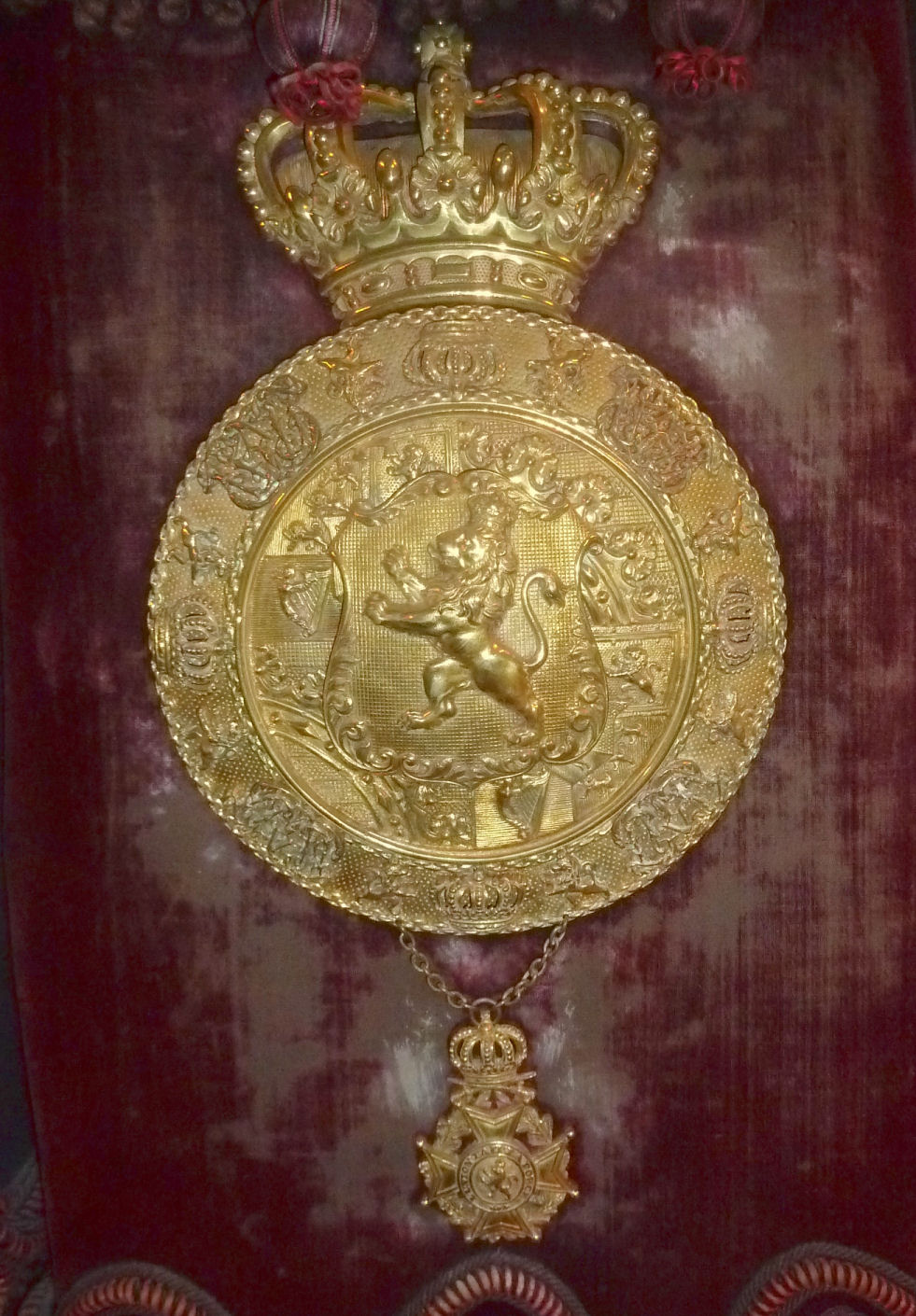
Sceaux de sur un carrosse royal.

Le 3 février 1831, à la suite de la révolution belge, le Congrès national belge élit le prince Louis d'Orléans, duc de Nemours, fils du roi des Français Louis-Philippe Ier, comme premier roi des Belges. Le roi des Français est cependant contraint de décliner l'offre du trône belge pour son fils à la suite des pressions du Royaume-Uni. Le Congrès national élit alors le 4 juin 1831 le prince Léopold de Saxe-Cobourg et Gotha qui prête serment le 21 juillet 1831 (fête nationale) devenant ainsi le premier roi des Belges.

## Nom de la famille royale
Le nom de la famille royale de Belgique est celui que portait Léopold Ier, (de) Saxe-Cobourg et Gotha. Cependant, vu  son caractère germanique trop marqué, celui-ci a été occulté à l'issue de la Première Guerre mondiale et remplacé par les expressions de Belgique (en français), van België (en néerlandais) et von Belgien (en allemand), en raison du ressentiment de la population envers les Allemands, à la suite des exactions commises dans le pays par les troupes allemandes. 
Ce changement a été effectué en 1920, en toute discrétion, sans arrêté royal ni loi.

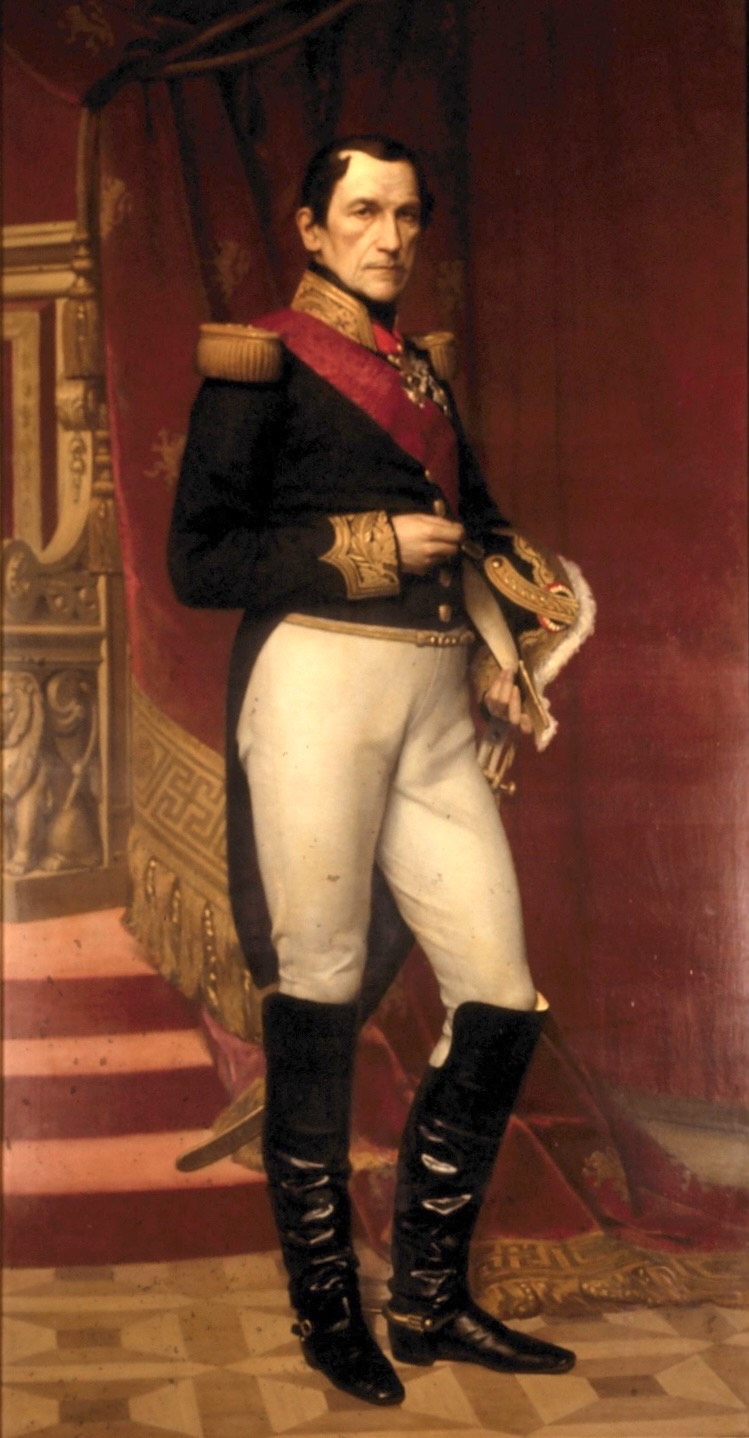
S.M le Roi Leopold Ier

Depuis, l'arrêté royal de 2015 limite l'utilisation du titre « de Belgique » à la branche aînée de la famille royale. De plus, il clarifie la distinction entre le patronyme et le titre. L’octroi des titres est réservé aux seuls enfants et petits-enfants du roi Philippe, mais aussi aux futurs enfants et petits-enfants de la princesse Élisabeth (héritière du trône) qui ont le droit de porter le titre de prince et princesse de Belgique. Les autres enfants de la famille reprendront « de Saxe-Cobourg ». Les membres de la famille royale affectés par ce changement auraient fait changer leurs patronymes en 2022.[réf. nécessaire]

### Expression « de Belgique »
L'expression des Belges utilisée pour former la titulature du monarque (roi des Belges) est à distinguer de l'expression habituelle de Belgique et démontre le lien plus fort entre le monarque et le peuple belge ; il s'agit en outre d'une différence plus que symbolique, puisque le monarque n'est ainsi pas roi d'un territoire mais d'un peuple. C'est d'ailleurs de par ce lien direct entre le roi et son peuple, sans passer par la domination ou « propriété » sur un territoire, que la monarchie belge est une exception aux monarchies plus traditionnelles, puisque son monarque ne dispose ni de couronne, ni de trône.
Le roi et la reine portent respectivement les titres de roi des Belges et reine des Belges, titre qui n'est toutefois utilisé que lors de la signature d'actes officiels en tant que chef de l'État. Pour les documents privés, le roi utilise le nom Philippe de Belgique ; pour le désigner en fonction de son pays, on dira : Sa Majesté le roi des Belges ou Sa Majesté Philippe, roi des Belges ou le roi Philippe de Belgique ou encore Philippe, roi des Belges.

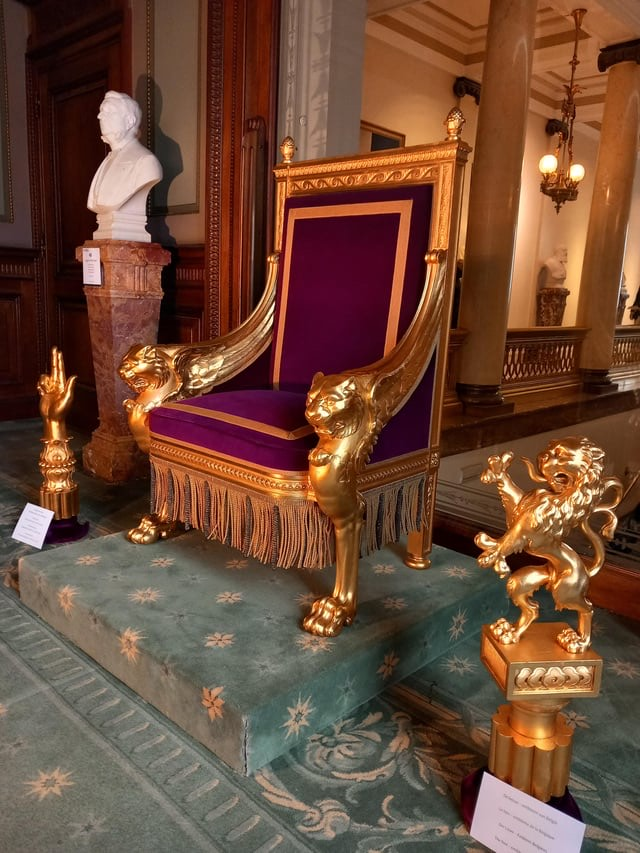
Trône des Belges au palais de la Nation, sur lequel le monarque prend place lors de la cérémonies de prestation de serment devant le parlement.

### Titulatures officielles
- Sa Majesté Philippe, roi des Belges
- Sa Majesté Mathilde, reine des Belges, comtesse d'Udekem d'Acoz
- Sa Majesté le roi Albert II, prince de Liège, prince de Belgique
- Sa Majesté la reine Paola, princesse de Liège, princesse de Belgique, princesse Ruffo di Calabria
- Son Altesse Royale la princesse Élisabeth, duchesse de Brabant, princesse de Belgique, héritière du Trône
- Son Altesse Royale le prince Gabriel, prince de Belgique
- Son Altesse Royale le prince Emmanuel, prince de Belgique
- Son Altesse Royale la princesse Eléonore, princesse de Belgique
- Son Altesse Impériale et Royale la princesse Astrid, princesse de Belgique, archiduchesse d'Autriche-Este, princesse impériale d'Autriche, princesse royale de Hongrie, Bohême et Croatie, duchesse de Modène
- Son Altesse Impériale et Royale le prince Lorenz, prince de Belgique, archiduc d'Autriche-Este, prince impérial d'Autriche, prince royal de Hongrie, Bohême et Croatie, duc de Modène
- Son Altesse Impériale et Royale le prince Amedeo, prince de Belgique, archiduc d'Autriche-Este, prince impérial d'Autriche, prince royal de Hongrie, Bohême et Croatie, prince de Modène
- Son Altesse Impériale et Royale l'archiduchesse Anna-Astrid d'Autriche-Este
- Son Altesse Impériale et Royale l'archiduc Maximilian Lorenz Ettore Karl Marco d'Aviano d'Autriche-Este
- Son Altesse Impériale et Royale l'archiduchesse Alix d'Autriche-Este
- Son Altesse Impériale et Royale la princesse Maria Laura, princesse de Belgique, archiduchesse d'Autriche-Este, princesse impériale d'Autriche, princesse royale de Hongrie, Bohême et Croatie, princesse de Modène
- Son Altesse Impériale et Royale le prince Joachim, prince de Belgique, archiduc d'Autriche-Este, prince impérial d'Autriche, prince royal de Hongrie, Bohême et Croatie, prince de Modène
- Son Altesse Impériale et Royale la princesse Luisa Maria, princesse de Belgique, archiduchesse d'Autriche-Este, princesse impériale d'Autriche, princesse royale de Hongrie, Bohême et Croatie, princesse de Modène
- Son Altesse Impériale et Royale la princesse Laetitia Maria, princesse de Belgique, archiduchesse d'Autriche-Este, princesse impériale d'Autriche, princesse royale de Hongrie, Bohême et Croatie, princesse de Modène
- Son Altesse Royale le prince Laurent, prince de Belgique
- Son Altesse Royale la princesse Claire, princesse de Belgique
- Son Altesse Royale la princesse Louise, princesse de Belgique
- Son Altesse Royale le prince Nicolas, prince de Belgique
- Son Altesse Royale le prince Aymeric, prince de Belgique
- Son Altesse Royale la princesse Léa, princesse de Belgique
- Son Altesse Royale la princesse Marie-Christine, princesse de Belgique
- Son Altesse Royale la princesse Marie-Esméralda, princesse de Belgique

## Monarchie belge et les langues
Les langues officielles des institutions royales et de la monarchie en Belgique sont celles du pays : le français, le néerlandais, l'allemand. La famille royale est, à ce titre, considérée comme une des institutions du pays, en particulier le Roi, tout comme le parlement ou le gouvernement fédéral. Il s'agit du Roi, non en tant que personne mais en tant que fonction royale, dont le rôle est défini dans la constitution.
Il ne faut pas confondre la pratique linguistique familiale, plutôt francophone, de la famille royale, avec la pratique linguistique institutionnelle, qui est trilingue dans les événements publics (devoirs constitutionnels et fonctions de représentation), ou qui utilise la langue de la communauté linguistique visitée.
Donc, en ce qui concerne les aspects plus « individuels » et moins institutionnels de la famille royale belge, notamment la pratique linguistique familiale, il convient de consulter l'article associé.

## Prestation de serment
Selon l'article 91 de la Constitution :
« Le Roi ne prend possession du trône qu'après avoir solennellement prêté, dans le sein des Chambres réunies, le serment suivant :

Je jure d'observer la Constitution et les lois du peuple belge, de maintenir l'indépendance nationale et l'intégrité du territoire. »
Le roi Léopold Ier prêta serment pour la première fois le 21 juillet 1831 en présence des membres du Congrès
sur la place Royale de Bruxelles devant l'église Saint-Jacques-sur-Coudenberg. Depuis lors, les souverains belges prêtent serment devant les représentants de la Nation, au Parlement.